# Lindenberg (Wittenberge)
Lindenberg ist ein Ortsteil der Stadt Wittenberge im Landkreis Prignitz in Brandenburg.

## Geschichte
Der Name Lindenberg stammt vom mittelniederdeutschen Lindberch, das heißt einer Siedlung auf einem mit Linden bestandenen Berg. Erstmals wird Lindenberg schriftlich im Jahre 1566 als Lindtberge erwähnt, 1600 als Lindberge, 1608 als Lindtberge und 1684 und 1775 als Lindenberg.

### Grundherrschaften
Im frühen Mittelalter gehörte der Ort zum Ländchen Cumlosen, das eine Grundherrschaft bildete mit den Orten Müggendorf, Lütkenwisch, Jagel, Bernheide und Gadow, bis 1406 auch Babekuhl. Die Orte hatten keine Kirche. Der erste Grundherr, der erwähnt wird, ist 1264 Johann der Ältere von Cumlosen. Um das Ländchen stritten sich die Markgrafen von Brandenburg, die Mecklenburger Herren und die Grafen von Schwerin. Im 14. Jahrhundert gehörte das Ländchen, in dem die Adelsfamilien von Retzdorf, von Möllendorff und von Platen herrschten, wahrscheinlich zur „terra“ Perleberg.  Lindenberg fiel als mittelalterliches Dorf schon früh wüst. Erst im 16. Jahrhundert entstand hier eine Gutssiedlung.
In Lindenberg herrschten die von Möllendorff, die seit dem 15. Jahrhundert auch den Zoll zu Cumlosen anteilig erwarben und die wie viele brandenburgische Adlige aus der Altmark stammten.
1566 ist Lindenberg ein Wohnsitz derer von Möllendorff, 1608 ein Rittersitz.
1693 wird das Gut Lindenberg mit Rittersitz und der ganzen Feldmark erwähnt. Es besitzt sogar Anteile an der Elbfischerei.
Der Gutsherren hatten bis 1849 die Patrimonialgerichtsbarkeit inne. Seit dem 16. Jahrhundert war mit der Hofübernahme der Bauern auch eine erbliche Untertänigkeit verbunden. Die Herrschaft hatte ein Vormietrecht auf die Kinder der Untertanen. 1636 sprachen die von Möllendorff zu Bernheide, Gadow und Lindenberg offiziell von ihren „Erbuntertanen“.  
Im 18. Jahrhundert gab es in Lindenberg eine Holländerei. Bekannt ist namentlich der Pächter Adolph John. John hatte zwei weitere Holländereien in Lindenberg und Kuhwinkel gepachtet und zahlte dafür jährlich 2000 Reichstaler. Die Herrschaft derer von Willamowitz-Möllendorff ging bis 1872.

### Bevölkerung
Über die Größe und Bevölkerung gibt es einige Angaben. 1734 leben fünf Häuslinge, ein Leineweber, zwei Hirten und sechs Mägde auf dem Gut. Insgesamt waren es aber wohl 27 Einwohner.
1745 ist eine Schmiede erwähnt. 1772 sind es 21 Einwohner. 1791 sind es vier Häusler, zwei Verwalter, ein Schmied und sechs Feuerstellen. Die Gesamteinwohnerzahl betrug 51.
1801 existieren vier Einlieger, ein Förster und sechs Feuerstellen. Gezählt wurden 57 Einwohner.
1837 sind es 99 Einwohner.
1846 gab es neun Wohnhäuser.
1858 53 Bewohner.
1860 umfasste der Ort 2152 Morgen. Das meiste davon (1026) war Weide, 534 Morgen waren Wald. Dazu kamen 509 Morgen Acker, 66 Morgen Wiese und 17 Morgen Gehöfte. Es gab 8 Wohnhäuser, 15 Wirtschaftsgebäude, eine Holländerei und ein Forsthaus. 1871 sind es fünf Wohngebäude. Die Holländerei und das Forsthaus Lindenberger Silge werden zum Gutsbezirk Feldmarschallshof gelegt. (1910 hatte Feldmarschallshof 23 Einwohner.) Das Gut wurde aufgegeben, die Gebäude abgebrochen und die Ländereien an Mödlicher Bauern verpachtet. Gezählt wurden in diesem Jahr 31 Bewohner.
1895 sind nur noch einige Bewohner vorhanden.
1900 existieren keine Häuser mehr und der Ort wurde 1907 als „vacat“ (unbewohnt) bezeichnet.
Auch 1912 war das Rittergut Lindenberg unbewohnt. Postanstalt war Cumlosen
Erst nach dem Ersten Weltkrieg begann die Neuansiedlung.
1925 sind es vier Einwohner.
1928 wurde Lindenberg in die Gemeinde Motrich eingemeindet, einige Parzellen in Müggendorf.
1931 ist es ein Wohnplatz von Motrich.
1962 wurde Lindenberg nach Wittenberge eingemeindet und seit 1995 ist es ein Ortsteil von Wittenberge.
2017 lebten in der Wohnsiedlung Lindenberg 324 Menschen.

## In Lindenberg geboren
- Wichard von Möllendorff (1724–1816), preußischer Generalfeldmarschall